# Autocharis hedyphaes
Autocharis hedyphaes là một loài bướm đêm thuộc họ Crambidae. Nó được tìm thấy ở tây Nam Á, bao gồm Malaysia. Nó cũng có mặt ở miền bắc Queensland